# マティアス・ナウエル
マティアス・ナウエル・レイバ・エスキベル（Matías Nahuel Leiva Esquivel: ,  1996年11月22日 - ）は、スペインのプロサッカー選手。アルゼンチン・サンタフェ州ロサリオ出身。シロンスク・ヴロツワフに所属している。ポジションはMF。

## 来歴
1996年にアルゼンチンのロサリオで生まれ、14歳の時にスペインに渡り、ビジャレアルCFのカンテラに入団。2012-13シーズンにテルセーラ・ディビシオン所属のCチームでプロデビュー。
2013-14シーズン途中にトップチームに昇格。2014年1月13日のレアル・ソシエダ戦でプリメーラ・ディビシオン初出場。同年8月のUEFAチャンピオンズリーグ予備予選のFCアスタナ戦で、プロ初ゴールを決めた。
2016年6月16日、レアル・ベティスへの2年間のローン移籍で合意。2018年1月30日にはFCバルセロナBにローンで移籍し、2017-18シーズン終了までプレーした。
2018年夏、オリンピアコスFCへ完全移籍。翌2019年1月31日には、ローン移籍でデポルティーボ・ラ・コルーニャに移籍した。
2019年8月30日、CDテネリフェに3年契約で移籍した。翌年9月15日、レアル・オビエドにレンタル移籍した。
2022年7月9日、シロンスク・ヴロツワフに2年契約で移籍した。

## 代表経歴
2015年にギリシャで開催されたUEFA U-19欧州選手権2015に、U-19スペイン代表として出場。グループリーグのドイツ戦でゴールを決め、更に決勝戦のロシア戦でもゴールを決め、優勝に貢献した。